# Hans Pundt
Hans Gottfried Pundt (* 28. April 1929 in Plauen; † 14. Februar 2010 auf den Malediven) war ein deutscher Ingenieur und Wissenschaftler, der insbesondere auf dem Gebiet der elektrischen Energieversorgung wirkte.

## Leben
Hans Pundt besuchte von 1935 bis 1940 die Grundschule und von 1941 bis 1945 die Mittelschule in Plauen. Danach begann er eine Lehre als Elektromaschinenbauer bei der Firma G. Hörath in Plauen. Vom Herbst 1947 bis Juli 1949 war er in der Vorstudienanstalt (ABF) in Plauen Teilnehmer am Vorbereitungskurs für das Hochschulstudium. Diesen schloss er am 30. Juli 1949 mit dem Abitur ab.
Von 1949 bis 1954 absolvierte Hans Pundt ein Studium der Elektrotechnik an der Technischen Hochschule Dresden, das er als Diplomingenieur abschloss. Danach erhielt er eine Arbeit beim VEB Verbundnetz Ost in Dresden auf dem Gebiet der Netzausbauplanung, des Netzbetriebs und der Netzberechnung. Nebenbei war er Dozent an der Ingenieurschule für Energiewirtschaft „Dr. Robert Mayer“ in Zittau und schrieb Lehrbriefe für das Ingenieur-Fernstudium. Seine Promotion war 1963 bei Harald Koettnitz an der Technischen Universität Dresden zum Thema „Untersuchungen der Ausgleichsvorgänge beim Erdschluss in Hochspannungsnetzen mit isoliertem Sternpunkt und induktiver Sternpunkterdung als Grundlage zur selektiven Erdschlusserfassung“.
Zum 1. September 1965 wurde Hans Pundt als Dozent für Grundlagen der Elektroenergieversorgung an die TU Dresden berufen. Zum 1. September 1968 wurde er als Professor mit Lehrauftrag für Elektrische Energieanlagen berufen. Am 27. August 1969 habilitierte sich Hans Pundt nach Abschluss des Verfahrens zum Dr.-Ing. habil. Am 1. September 1969 wurde er vom Minister für Hoch- und Fachschulwesen als ordentlicher Professor für Elektrotechnik (Netzplanung und Netzberechnung) berufen. 35 Doktoranden führte er zur Promotion. Sein besonderes Augenmerk lag auf dem Bereich des Netzbetriebs und der Erdschlusskompensation.
Im Jahr 1968 begann mit der 3. Hochschulreform der DDR an der TU Dresden eine radikale Veränderung der Struktur. Schließlich wurde später der Wissenschaftsbereich Elektroenergietechnik gebildet. Hans Pundt leitete den Bereich bis zum 30. Oktober 1990. Ab dem 1. November 1990 war er geschäftsführender Leiter des Instituts für Elektroenergieversorgung, später Direktor des Instituts, das er bis zu seiner Emeritierung am 1. Oktober 1995 leitete.
Unmittelbar nach dem Mauerfall am 9. November 1989 knüpfte er Kontakte zum Verband der Elektrotechnik, Elektronik und Informationstechnik (VDE) in Berlin und Frankfurt und initiierte die Gründung des VDE-Bezirksvereins Dresden, der am 27. April 1990 in das Vereinsregister eingetragen wurde. Diesen Aufbau trieb er parallel zu seiner Arbeit als Institutsdirektor voran.
Er starb während einer Urlaubsreise am 14. Februar 2010 auf den Malediven und wurde auf dem Alten Annenfriedhof in Dresden beigesetzt.

## Werke
- Untersuchungen der Ausgleichsvorgänge beim Erdschluss in Hochspannungsnetzen mit isoliertem Sternpunkt und induktiver Sternpunkterdung als Grundlage zur selektiven Erdschlusserfassung, Dissertation, 1963.
- Probleme der Betriebssicherheit und Beeinflussung in Verbindung mit der Sternpunktbehandlung von Hochspannungsnetzen bis 110 kV, Habilitationsschrift, 1968.
- Berechnung elektrischer Energieversorgungsnetze, Band 1 bis 3, 1973.
- Elektroenergiesysteme 1–6, Lehrbriefe für das Fernstudium, 1975.
- Elektroenergietechnik 1–2, Lehrbriefe für das Fernstudium, 1979.
- Einführung in die elektrische Energieversorgung: Praktische Übungen 1–3, 1968.

## Hans-Pundt-Preis
Nach ihm ist der jährlich verliehene „Hans-Pundt-Preis“ des VDE-Bezirksvereins Dresden benannt, welcher an bis zu drei herausragende Diplomarbeiten auf dem Fachgebiet der Elektrotechnik vergeben wird und mit insgesamt 2000 Euro dotiert ist.